# Onthophagus academus
Onthophagus academus är en skalbaggsart som beskrevs av Vladimir Balthasar 1946. Onthophagus academus ingår i släktet Onthophagus och familjen bladhorningar. Inga underarter finns listade i Catalogue of Life.